# Землетрус у Шеньсі 23 січня 1556 року
Землетрус у Шеньсі або Великий китайський землетрус (кит.: 嘉靖大地震) — землетрус, який відбувся у провінції Шеньсі 23 січня 1556 року в Китаї за часів правління династії Мін. Під час землетрусу загинуло близько 830 000 осіб — це більше, ніж у будь-якому іншому з відомих землетрусів в історії людства.

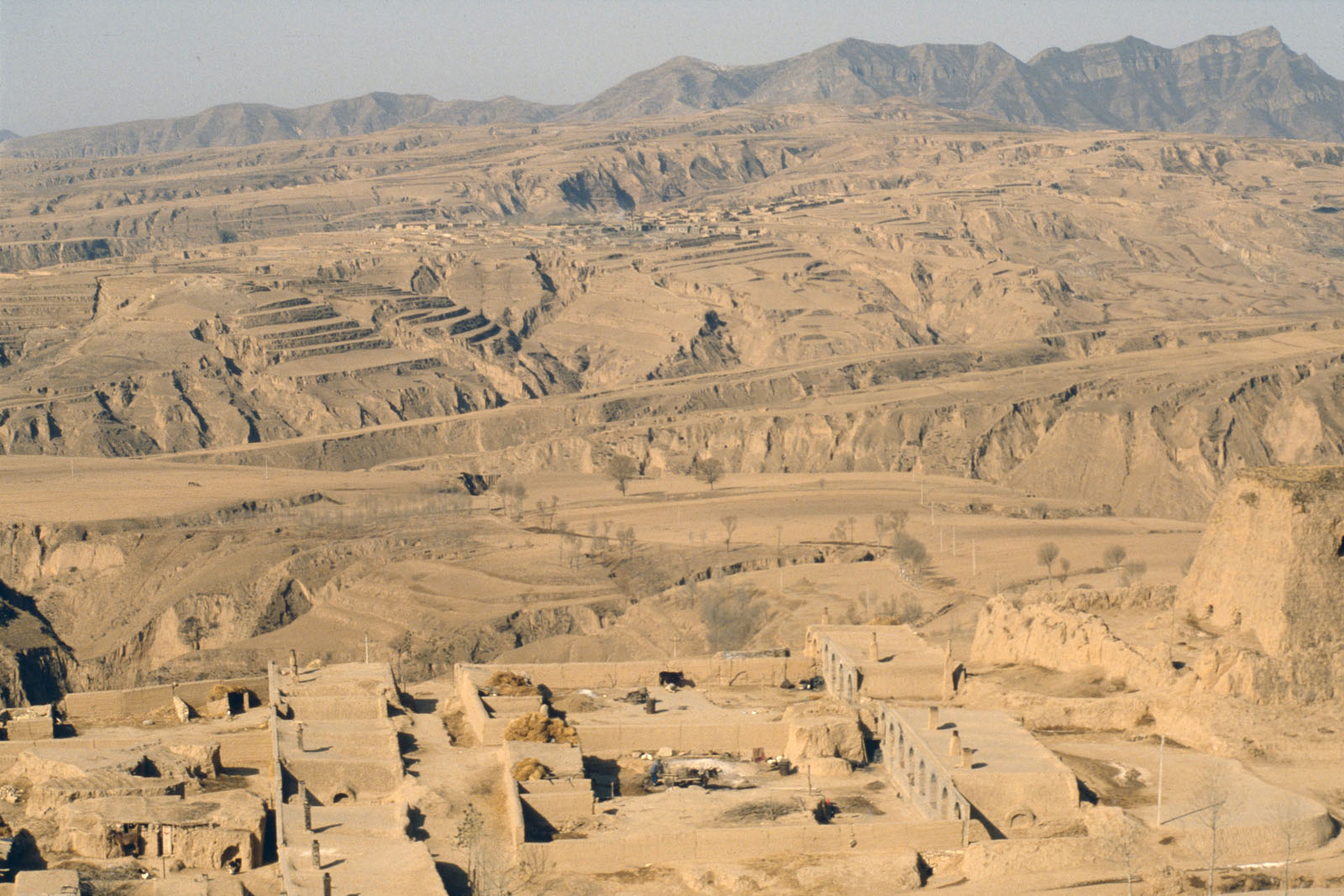
Лес у провінції Шеньсі, Китай

Деякі райони Шеньсі стали зовсім безлюдними, в інших загинуло близько 60 % населення. Велика кількість жертв була обумовлена тим, що більша частина населення провінції мешкала у лесових печерах, які були зруйновані відразу після перших поштовхів або були затоплені селевими потоками.

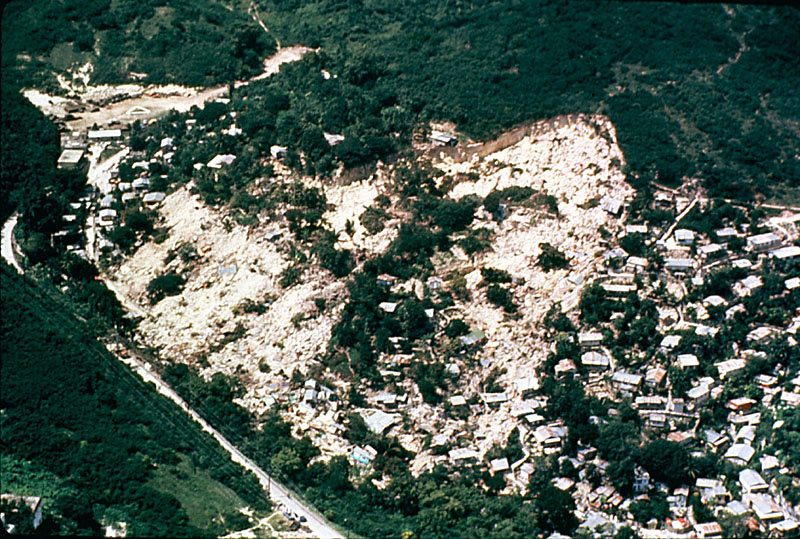
Приблизний вигляд руйнувань від селевих потоків (фото сучасне)

Один з очевидців пізніше застерігав своїх нащадків, що під час землетрусу не варто намагатись вийти із будинку на зовні: «Коли пташине гніздо падає з дерева, яйця найчастіше залишаються неушкодженими». Його слова свідчать про те, що багато хто загинув, коли намагалися вийти зі своїх домівок.
Масштаби руйнувань після землетрусу наочно показують давні стели Сіаня, які були зібрані у музеї Ліс стел (Бейлінь), багато з них тріснули або обсипались. Мала пагода диких гусей під час катаклізму встояла, хоча її фундамент просів у ґрунт, тому висота погоди зменшилась із 45 до 43,4 м.